# Detlef Lohse
Detlef Lohse (Hamburg, 15 september 1963) is een Duitse natuurkundige woonachtig in Nederland en verbonden aan de Universiteit Twente. In 2005 was hij winnaar van de Spinozapremie.

## Biografie
Lohse studeerde in 1989 af in de theoretische kernfysica in Bonn en promoveerde in 1992 summa cum laude aan de Universität Marburg op de theorie van turbulentie. Hierna werkte hij als postdoc aan de universiteit van Chicago en de Universität Marburg. In 1997 werd hij ‘Privatdocent’ aan deze laatste universiteit en sinds 1998 is hij hoogleraar vloeistoffysica aan de Universiteit Twente. In maart 2005 benoemde deze universiteit hem tot universiteitshoogleraar.

## Werk
Het onderzoek van Detlef Lohse richt zich voornamelijk op stromingsleer, turbulentie en granulaire media. Hij is bekend vanwege zijn theorie over sonoluminescentie. Sonoluminescentie is het verschijnsel dat een klein gasbelletje onder invloed van ultrasoon geluid licht kan gaan uitzenden omdat de temperatuur oploopt. Lohse combineerde concepten uit de vloeistofdynamica, akoestiek, chemie, thermodynamica en plasmafysica om een verklaring te geven voor dit verschijnsel.
Ook voorspelde hij hoe het warmtetransport in een turbulente vloeistof afhangt van de warmtetoevoer. Hij beschreef in een model de fysische verschijnselen in een vloeistof die aan de onderkant wordt verhit en aan de bovenkant wordt afgekoeld. Deze theorie is later experimenteel bevestigd. 
Het verschijnsel sonoluminescentie komt ook voor bij bepaalde garnalen (pistoolgarnaal) die met hun scharen luchtbelletjes laten imploderen, wat gepaard gaat met lichtflitsjes en verstoring van de onderwatercommunicatie. Lohse doopte dit proces 'Shrimpoluminescentie'.
Lohse publiceerde tot op heden bijna 700 artikelen in wetenschappelijke tijdschriften, waarvan 9 in Nature of Science, 90 in Physical Review Letters, en 150 in Journal of Fluid Mechanics.

## Erkenning
Verder is hij in 2002 benoemd tot Fellow van de American Physical Society, nadat hij in hetzelfde jaar tot lid was verkozen van de Deutsche Akademie der Naturforscher Leopoldina. In 2005 werd hij winnaar van de Spinozapremie. Sinds april van 2002 is hij ook benoemd tot lid van de KNAW en in 2009 ontving hij de Simon Stevin Meester Prijs.
Op 29 april 2010 heeft Lohse de koninklijke onderscheiding, Ridder in de Orde van de Nederlandse Leeuw, ontvangen voor zijn wetenschappelijk en maatschappelijk werk.
In 2018 ontving hij de Balzan Prize for Fluid Dynamics voor zijn uitzonderlijke bijdragen in de meest uiteenlopende gebieden van de vloeistofdynamica